# Rivera del Carmen, Veracruz
Rivera del Carmen är en ort i Mexiko.   Den ligger i kommunen Las Choapas och delstaten Veracruz, i den sydöstra delen av landet, 500 km öster om huvudstaden Mexico City. Rivera del Carmen ligger 12 meter över havet och antalet invånare är 156.
Terrängen runt Rivera del Carmen är platt. Runt Rivera del Carmen är det ganska glesbefolkat, med 29 invånare per kvadratkilometer. Närmaste större samhälle är Las Choapas, 15,7 km nordost om Rivera del Carmen. Omgivningarna runt Rivera del Carmen är en mosaik av jordbruksmark och naturlig växtlighet.